# مایک درنت
مایک درنت (انگلیسی: Mike Dirnt؛ زادهٔ ۴ مهٔ ۱۹۷۲) خواننده اهل ایالات متحده آمریکا است. وی از سال ۱۹۸۶ میلادی تاکنون مشغول فعالیت بوده‌است.
درنت از اعضای مؤسس و اصلی گروه گرین دی است و آثار متعددی را با همکاری اعضای این گروه منتشر کرده‌است.